# Jos van Son
Josephus (Jos) Waltherus Petrus Maria van Son (Tilburg, 31 mei 1893 - aldaar, 14 juli 1956), bijgenaamd Sjef, was een Nederlands voetballer. De aanvaller speelde 223 wedstrijden (1912 - 1923) voor Willem II, waarin hij 185 keer scoorde. Van Son kwam één keer uit voor het Nederlands voetbalelftal.

## Voetballoopbaan
Van Son was basisspeler toen Willem II voor het eerst in de historie landskampioen voetbal werd, in 1915/16. Hij speelde van 1912 tot en met 1920 samen met zijn broer Toon in de voorhoede van de Tilburgers. Willem II haalde 'Sjef' weg bij het Bredase NOAD, niet te verwarren met de Tilburgse naamgenoot. De doeltreffende aanvaller sloot zijn actieve carrière af in België, bij Antwerp FC.
Van Son speelde in 1923 zijn enige interland voor het Nederlands elftal. In een vriendschappelijke wedstrijd tegen Zwitserland (4-1) maakte hij de 90 minuten vol, zonder te scoren.